# 北秋田市立合川高等学校
北秋田市立合川高等学校（きたあきたしりつ あいかわこうとうがっこう）は、2011年3月まで秋田県北秋田市下杉にあった公立高等学校。2011年3月に秋田県立秋田北鷹高等学校への統合に伴い、閉校した。

## 概要
合川東中学校（合川町成立前は上大野中学校）の跡地に建設された。同校は旧上大野村時代に財源を投じて新校舎が作られていたため、1960年の合川中学校の統合時に統合を拒否（翌1961年に統合された）し、統合後も跡地活用には難が残っていた。
開校当初は学校法人秋田短期大学（現・学校法人ノースアジア大学）が設置し、秋田短期大学附属合川高等学校という校名で私立として創立。後に、北秋田郡5町村で構成される組合に移管し組合立となった後、市町村合併及び同市に合併しなかった1村が組合を脱退したことで北秋田市に移管された。
このように、私立→組合立→市立→県立と3度も所管者の変遷を経た珍しい学校である。
秋田県内で、このような形での組合立の学校は秋田公立美術工芸短期大学、秋田公立美術工芸短期大学附属高等学院があり、ほかには市町村合併で組合立ではなくなった潟上市立羽城中学校などがあった。
校訓「自立・友愛・創造」。献血で厚生大臣賞を受賞したことがある。
フェンシング部が全国レベルであった。

## 設置科
- 全日制課程
  - 普通科
  - 情報ビジネス科
  - 介護福祉科

## 歴史
- 1962年（昭和37年）4月 - 合川町立上大野中学校跡地に[1]「秋田短期大学附属合川高等学校」として北秋田郡合川町に開校。この時は私立高校。
- 1964年（昭和39年）1月 - 法人名変更に先立ち、「秋田経済大学附属合川高等学校」に改称。なお、秋田経済大学（現・ノースアジア大学）の開学および法人名変更は、後の1964年4月となる。
- 1972年（昭和47年）4月 - 「秋田県公立合川高等学校」に改称し、公立高校（北秋田郡鷹巣町・合川町・森吉町・阿仁町・上小阿仁村の5町村による組合立に移管）となる。商業科を開設[2]。
- 1995年（平成7年）4月 - 介護福祉科を開設。
- 1998年（平成10年）4月 - 商業科を情報ビジネス科に改称。
- 2005年（平成17年）3月 - 「北秋田市立合川高等学校」に改称（組合立を構成する5町村のうち4町が合併で北秋田市に、同時に上小阿仁村が組合から脱退したため）[2]。
- 2011年（平成23年）3月 - 北秋田市から秋田県に移管。その上で、秋田県立鷹巣農林高等学校・秋田県立鷹巣高等学校・秋田県立米内沢高等学校と統合し、4月に『秋田県立秋田北鷹高等学校』を鷹巣農林高校敷地およびその周辺に開校[2]。

## 部活動

### 運動部
- 野球部、柔道部、バスケットボール部（男子）、バスケットボール部（女子）、バレーボール部（女子）、ソフトテニス部（男子）、ソフトテニス部（女子）、バドミントン部、卓球部、フェンシング部、陸上部

### 文化部
- 吹奏楽部、将棋同好会

## アクセス
- 秋田内陸縦貫鉄道秋田内陸線 合川駅より徒歩10分